# Abierto Mexicano Telefonica Movistar 2004
Die Abierto Mexicano Telefonica Movistar 2004 waren ein Tennisturnier der WTA Tour 2004 für Damen und ein Tennisturnier der ATP Tour 2004 für Herren in Acapulco und fanden zeitgleich vom 28. Februar bis zum 7. März 2004 statt.